# 小額政府紙幣
小額政府紙幣（しょうがくせいふしへい）とは、20世紀前半に日本で発行された小額の政府紙幣の総称である。

## 概要
日本では、中央銀行である日本銀行が設立された後には、通貨制度の管理と銀行券の発券は日本銀行が行い、政府が直接的に紙幣を発行することはなかった。一方で、円単位の本位貨幣や銭単位や厘単位の補助貨幣は造幣局が製造し政府が発行していた。しかし、戦争などの影響による硬貨用材料の価格高騰や欠乏が原因で金属使用が難しくなると、硬貨の継続発行が困難であることから補助貨幣が紙幣化され小額の政府紙幣として発行された。
第一次世界大戦中から終戦直後にかけて発行されたものとしては五十銭券・二十銭券・十銭券の3種類、第二次世界大戦中から終戦直後にかけて発行されたものとしては五十銭券のみの3種類が存在し、合計6種類が発行された。名目上は硬貨の代替として発行されたが、後述の通り更に小額の紙幣が日本銀行券として発行された状況などもあり、実態としては並行して流通していた日本銀行券と同様の紙幣通貨として特に区別なく使用されていた。
いずれも不換紙幣であり法的拘束力を以って通用させられていた。また政府紙幣は償還不要かつ金利不要で債務にならないことから無制限に発行すれば猛烈なインフレーションを発生させる危険性があるため、硬貨と同様に国庫の預金を引当て準備金として発行していた。
上記の背景により大蔵省（現・財務省）により発行されたこれらの小額政府紙幣には、表面に「大蔵大臣」という印章が印刷されている。なお、同様の印章は日本政府発行の軍用手票においても見られるほか、ペーパーレス化以前の日本国債にも同様の印章が印刷されていた。五十銭券（靖国神社）までの紙幣ではその印章の上部に菊花紋章、下部に桐紋が施されていたが、五十銭券（板垣五十銭）の印章のみ菊花紋章及び桐紋の表示が省かれている。また、記番号についてはいずれの券種も通し番号はなく記号のみの表記となっている。

## 大正小額政府紙幣

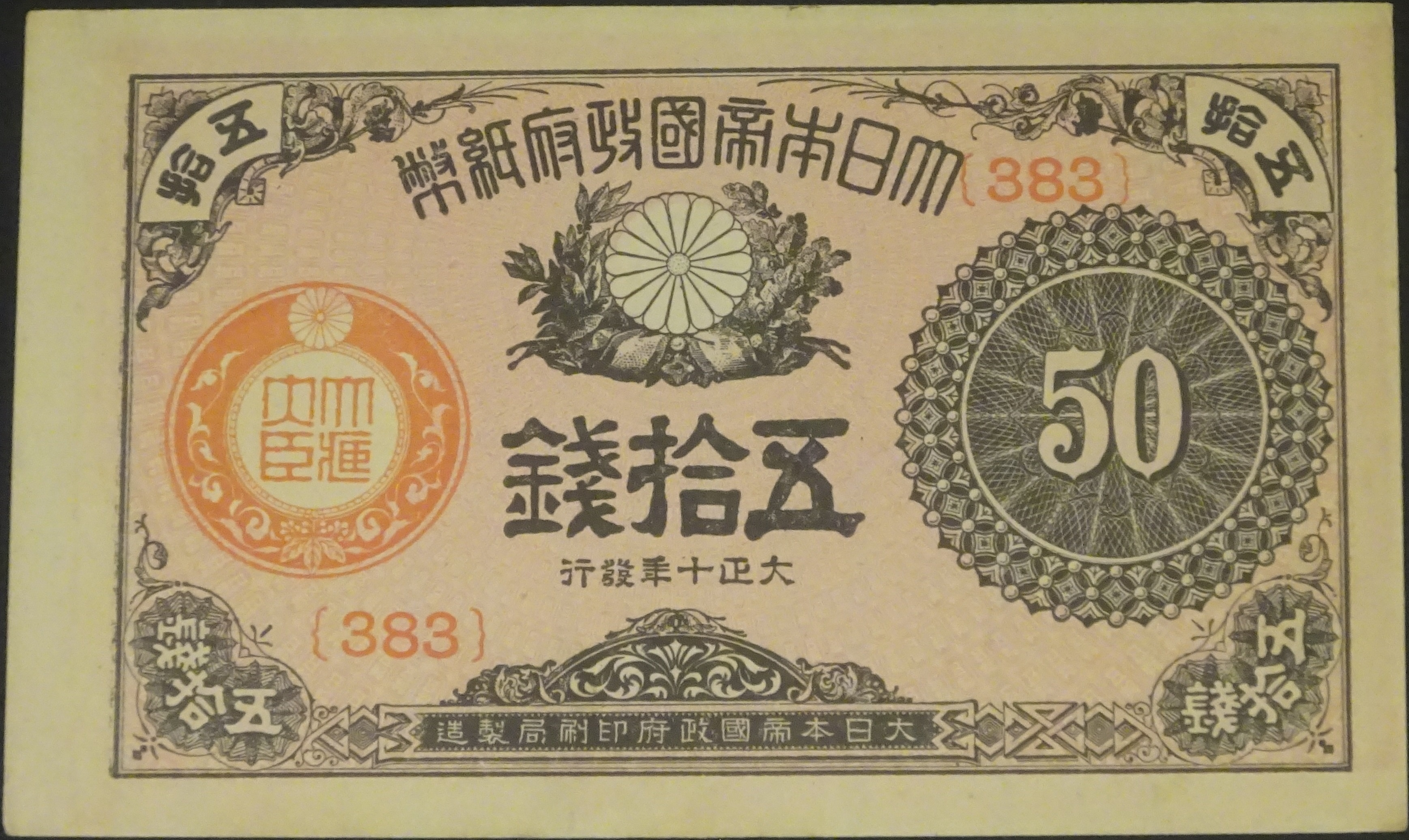
表面：五十銭券

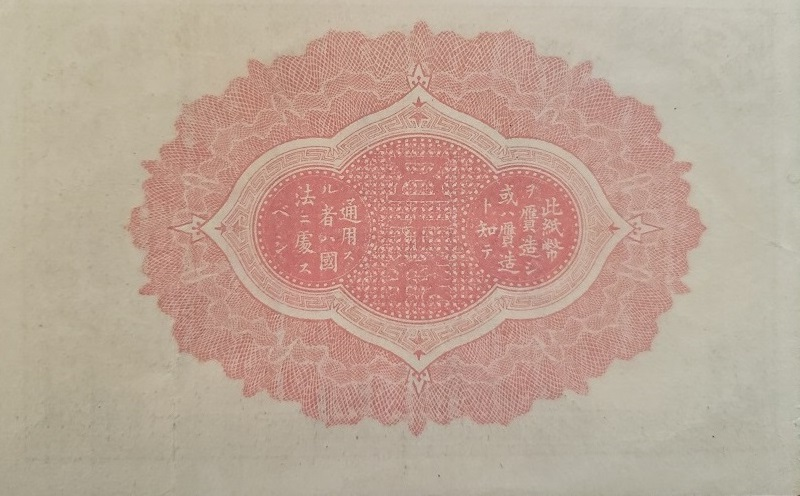
裏面：五十銭券

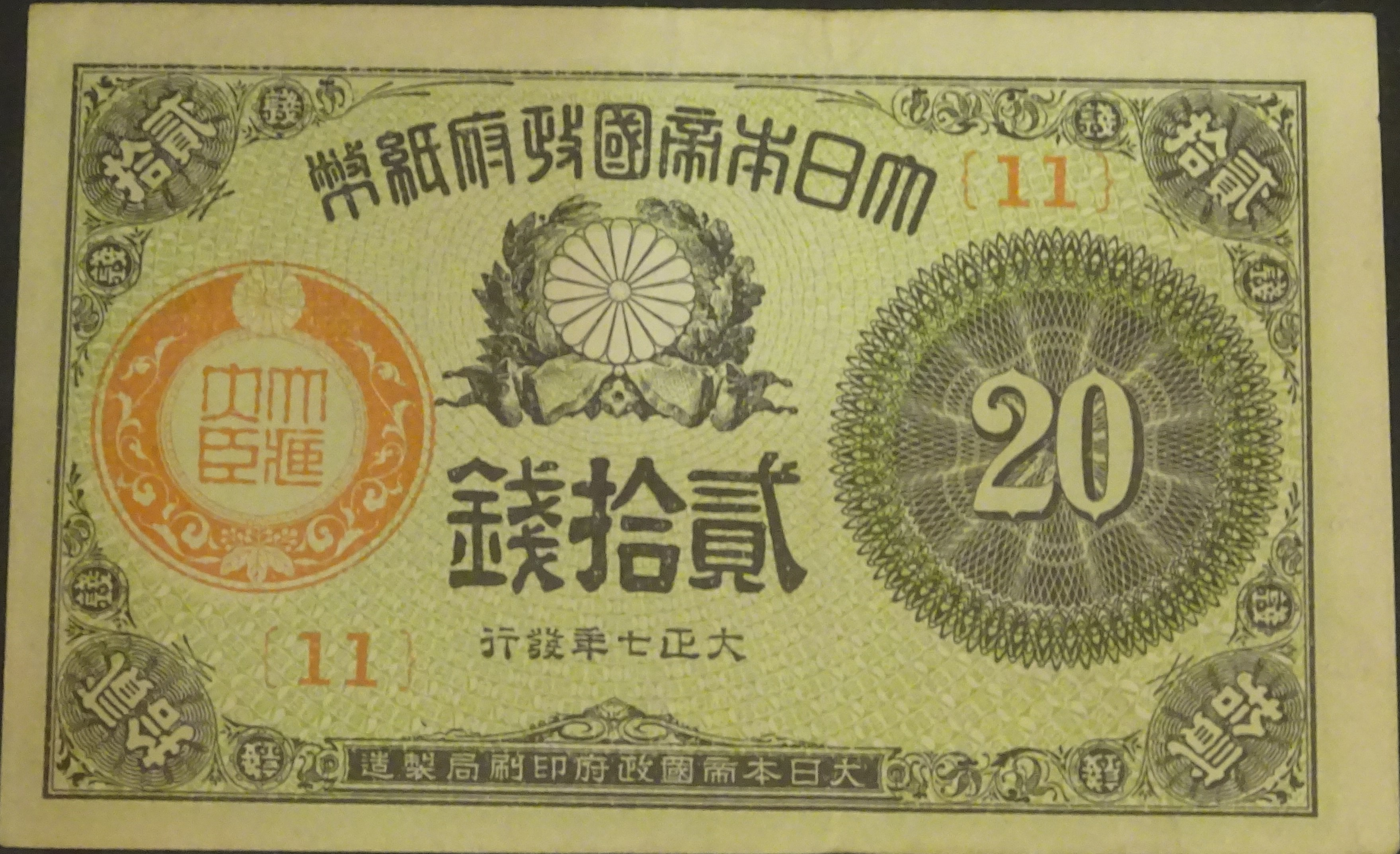
表面：二十銭券

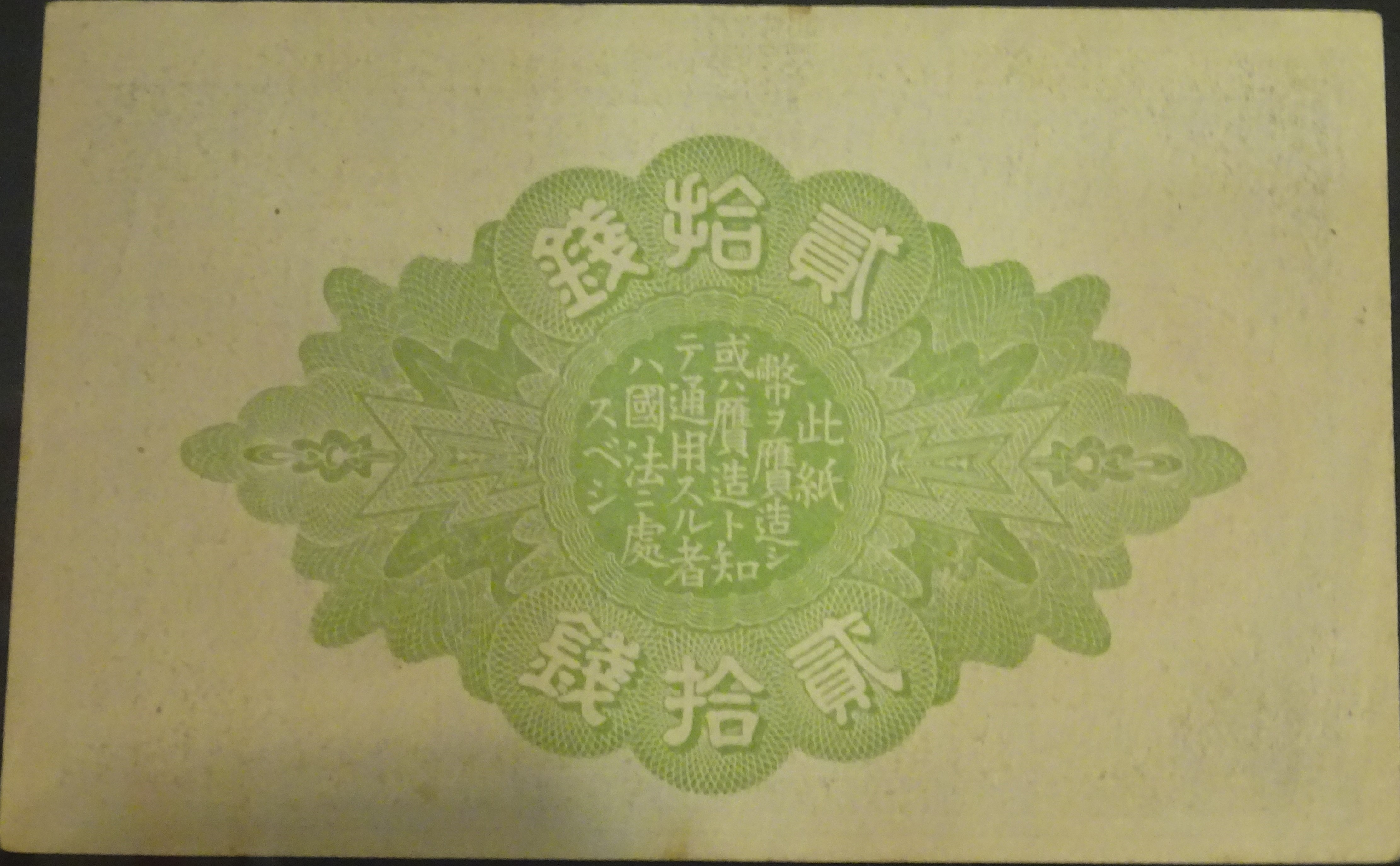
裏面：二十銭券

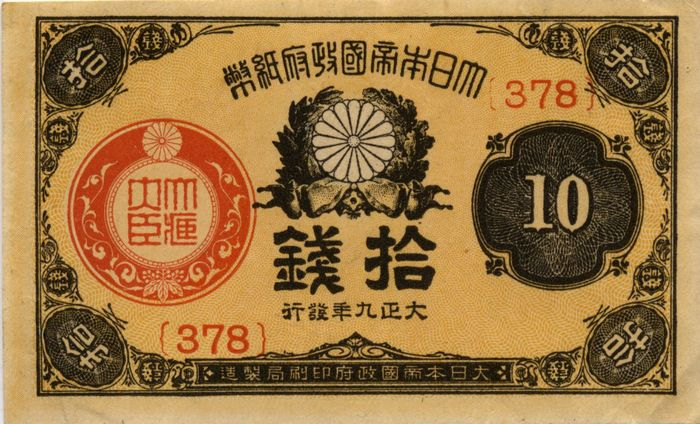
表面：十銭券

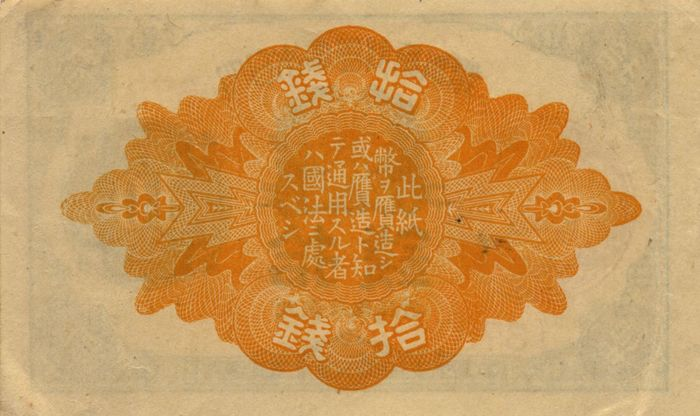
裏面：十銭券

1917年（大正6年）10月30日の勅令第203号「小額紙幣ノ形式」で紙幣の様式が定められており、五十銭券、二十銭券、十銭券の3券種が発行されている。主な仕様は下記の通り。
- 大日本帝國政府紙幣
- 額面 五拾錢（50銭）、貳拾錢（20銭）、拾錢（10銭）
- 表面 菊花紋章、発行年
- 裏面 彩紋模様、偽造罰則文言
- 印章 〈表面〉大蔵大臣　〈裏面〉なし
- 銘板 大日本帝國政府印刷局製造
- 記番号仕様
  - 記番号色 赤色［通し番号なし（組番号のみ）］
  - 記番号構成 〈記号〉組番号：「｛」＋数字1 - 3桁＋「｝」　〈番号〉通し番号なし
- 記年号
  - 大正6年 - 大正11年［五十銭券］
  - 大正6年 - 大正8年［二十銭券］
  - 大正6年 - 大正10年［十銭券］
- 寸法 [1]
  - 縦65mm、横103mm（縦2寸1分5厘、横3寸4分）［五十銭券］
  - 縦58mm、横92mm（縦1寸9分4厘、横3寸0分4厘）［二十銭券］
  - 縦54mm、横86mm（縦1寸8分、横2寸8分6厘）［十銭券］
- 製造実績
  - 製造期間 [注 1][2]
    - 1917年（大正6年） - 1922年（大正11年）［五十銭券］
    - 1917年（大正6年） - 1919年（大正8年）［二十銭券］
    - 1917年（大正6年） - 1922年（大正11年）［十銭券］

  - 記号（組番号）範囲 [注 2]
    - 五十銭券
      - 大正6年銘：1 - 40
      - 大正7年銘：41 - 138
      - 大正8年銘：139 - 250
      - 大正9年銘：251 - 343
      - 大正10年銘：344 - 413
      - 大正11年銘：414 - 474

    - 二十銭券
      - 大正6年銘：1 - 10
      - 大正7年銘：11 - 50
      - 大正8年銘：51 - 55

    - 十銭券
      - 大正6年銘：1 - 7
      - 大正7年銘：8 - 132
      - 大正8年銘：133 - 268
      - 大正9年銘：269 - 378
      - 大正10年銘：379 - 469

  - 製造枚数 [3]
    - 683,930,048枚（3億4196万5024円分）［五十銭券］
    - 55,000,048枚（1100万0009円60銭分）［二十銭券］
    - 685,350,048枚（6853万5004円80銭分）［十銭券］
- 発行開始日
  - 1917年（大正6年）11月8日［五十銭券］・［二十銭券］[4][5]
  - 1917年（大正6年）12月6日［十銭券］[2][5]（告示上：1917年（大正6年）11月8日[注 3]）
- 通用停止日 1948年（昭和23年）8月31日[6]
- 発行終了
- 失効券

大正時代まで日本では五十銭、二十銭、十銭の各硬貨は銀貨で発行されていた。しかし第一次世界大戦で日本は欧州戦線から遠く離れていたこともあり戦争特需で大幅な貿易黒字をもたらされた反面、価格高騰による戦時インフレが発生した。そのため銀価格が急騰し、銀貨の額面を超える価格になったため、銀貨が鋳潰される危機に陥った。当初は、銀貨の発行継続のために銀の含有量を減らした銀貨（八咫烏銀貨）を発行することを検討したが、さらに銀価格が高騰したため、ついに銀貨発行が停止した。銀貨の発行が困難になったことにより、補助貨幣（硬貨）の不足を補う為に小額の政府紙幣が発行された。
図案は明治時代に発行された改造紙幣の低額面のそれを流用したもので、五十銭券と二十銭券はデザインが改造紙幣の同額面のものとそれぞれ似通っている。なお、明治時代の改造紙幣の銭単位の券種は五十銭券と二十銭券のみで十銭券は発行されなかったが、改造紙幣の二十銭券の図案を元にして大正小額政府紙幣の十銭券の図案が作られた。
表面中央の菊花紋章の周囲には右側に桂、左側に樫、下側に勲章の菊花章があしらわれているが、これは流用元の改造紙幣と同様の図柄である。但し、文字の書体や模様の印刷色などが変更され、券面右側の改造紙幣で大蔵卿印に相当する場所に額面金額のアラビア数字が入り、券面左側に大蔵大臣印が入るなど、一部デザインが変更になった。
3券種いずれも、偽造罰則文言は「此紙幣ヲ贋造シ或ハ贋造ト知テ通用スル者ハ國法ニ處スベシ」（現代語訳：この紙幣を偽造し、あるいは偽造と知って使用する者は法律により処罰される）と印刷されている。また、硬貨と同じく発行年が記入されており、記年号は上記の通りである。
透かしは縦線条である。
使用色数は、3券種とも表面3色（内訳は主模様1色、地模様1色、印章・記番号1色）、裏面1色となっている。
名目上硬貨の代用として発行されたことから、各券種とも従前の銀貨と同じく法貨としての強制通用力は10円まで（五十銭紙幣は20枚、二十銭紙幣は50枚、十銭紙幣は100枚。尚、複数の紙幣を取り混ぜた場合は例えば五十銭紙幣10枚・二十銭紙幣25枚で制限額10円となる）とされた。
1919年（大正8年）末の政府紙幣の流通額は1億4530万円であった。発行に際し政府は大戦終結後1年までしか発行できないという制約を取り決めたが、1919年（大正8年）の大戦終結後もしばらくは補助通貨の不足が続いた為に発行継続され、1922年（大正11年）まで政府紙幣が発行された。戦争終結により銀価格が落ち着いた為に銀貨の発行が再開されたものの、十銭硬貨は白銅（ニッケルと銅の合金）素材に変更され、五十銭硬貨は小型化し（小型鳳凰五十銭銀貨）、二十銭硬貨は発行されなくなった（貨幣法により二十銭銀貨が小型鳳凰五十銭銀貨と同様の図案で小型化されたものが制定されていたが試作のみに終わった）。
小額紙幣整理法により、1948年（昭和23年）8月31日限りで通用禁止。

## 小額政府紙幣（富士桜）

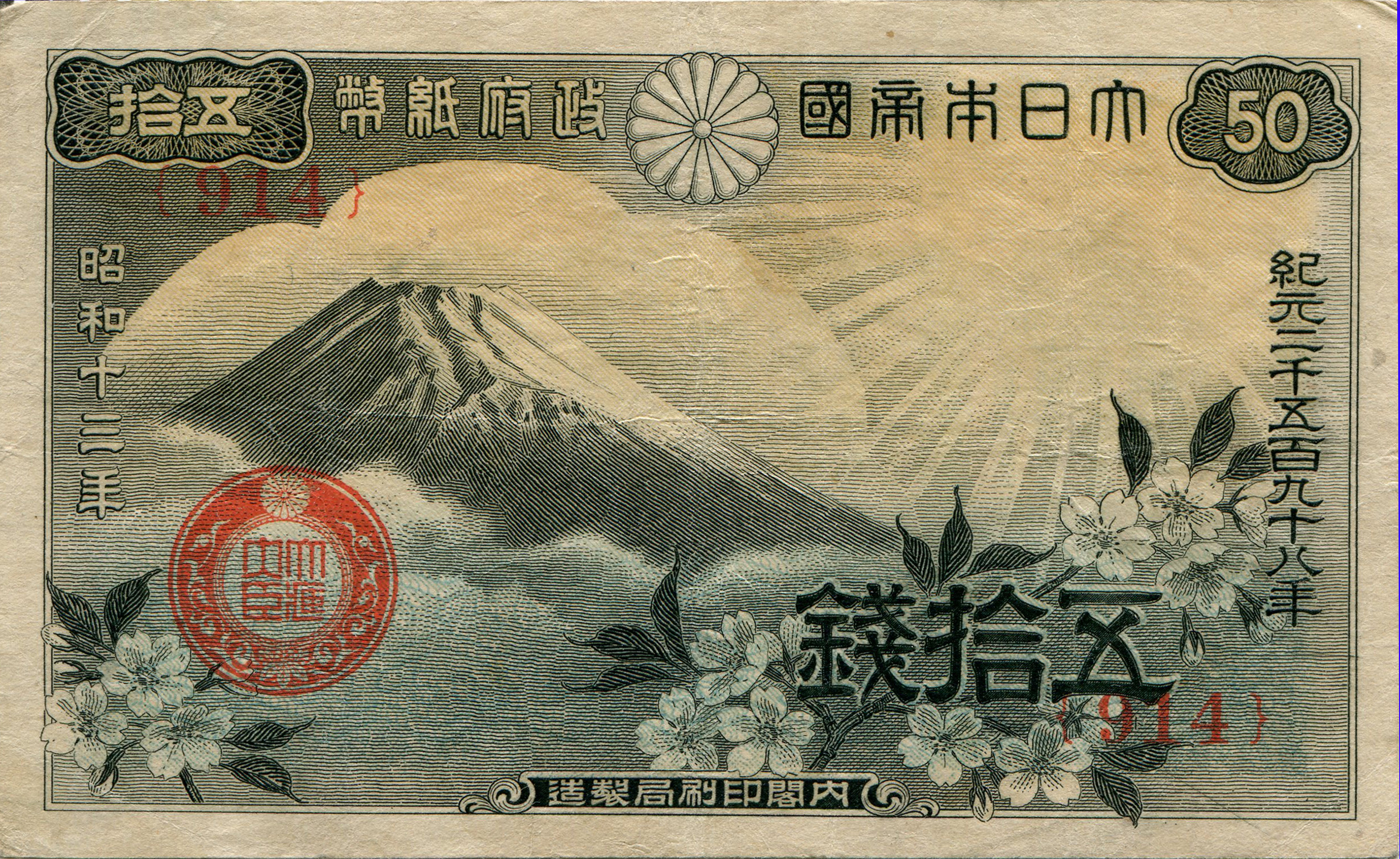
表面

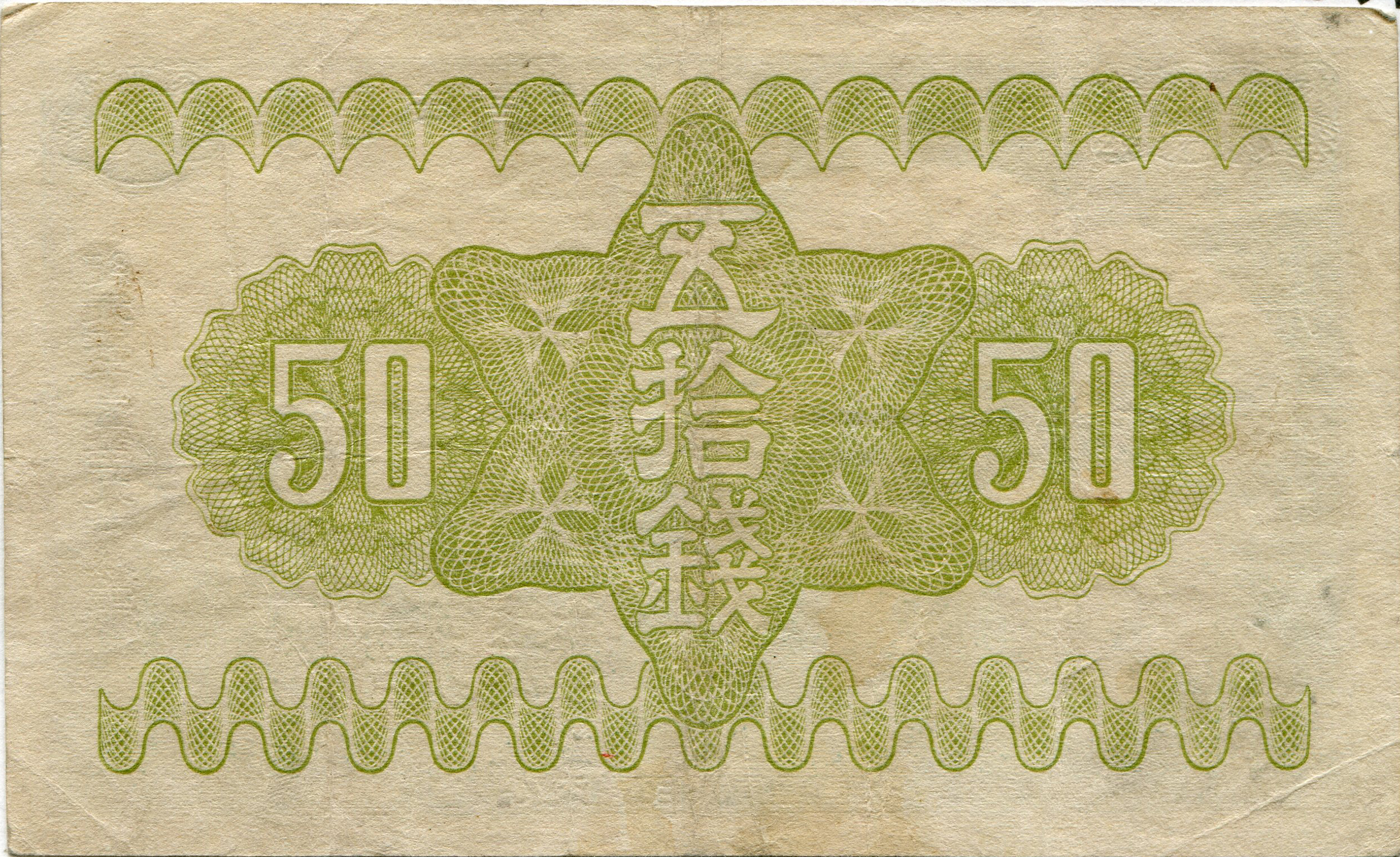
裏面

1938年（昭和13年）6月1日の勅令第388号「臨時通貨ノ形式等ニ關スル件」で紙幣の様式が定められている。主な仕様は下記の通り。
- 大日本帝國政府紙幣
- 額面 五拾錢（50銭）
- 表面 富士山（越前岳から望む富士山）、桜、旭日、発行年
- 裏面 彩紋模様
- 印章 〈表面〉大蔵大臣　〈裏面〉なし
- 銘板 内閣印刷局製造
- 記番号仕様
  - 記番号色 赤色［通し番号なし（組番号のみ）］
  - 記番号構成 〈記号〉組番号：「｛」＋数字1 - 4桁＋「｝」　〈番号〉通し番号なし
- 記年号 昭和13年（併記：紀元2598年）
- 寸法 縦65mm、横105mm[11]
- 製造実績
  - 製造期間 1938年（昭和13年） - 1942年（昭和17年）[2]
  - 記号（組番号）範囲 1 - 1633
  - 製造枚数 1,633,000,200枚[3]（8億1650万0100円分）
- 発行開始日 1938年（昭和13年）7月5日[12][注 4]
- 通用停止日 1948年（昭和23年）8月31日[6]
- 発行終了
- 失効券

日中戦争の勃発に伴い、政府は1938年（昭和13年）に臨時通貨法を制定し、帝国議会で貨幣法改正を行うことなく補助通貨の変更と五十銭紙幣の発行が行えるようにし、1938年（昭和13年）6月1日から五十銭銀貨にかわる政府紙幣の五十銭券が発行された。これは戦争の遂行に伴い金属需要が急増し金属不足が発生したため、戦略物資の銀を温存する為の措置であった。
この五十銭紙幣であるが発行年の記年号は「昭和十三年」とともに、当時皇国史観が隆盛を極めていたこともあり「紀元二千五百九十八年」と皇紀による年号が併記されていた。表面の風景は、静岡県にある愛鷹山塊の越前岳から見た富士山であり、山頂上方には八稜鏡の輪郭、下部には山桜が描かれている。題号は「大日本帝国政府紙幣」、銘板は「内閣印刷局製造」となっている。
透かしは波線の連続模様である。
使用色数は、表面4色（内訳は凹版印刷による主模様1色、地模様2色、印章・記番号1色）、裏面1色となっている。銀貨の代用である為、凹版印刷による印刷がなされ日本銀行券と遜色のないものであった。
名目上硬貨の代用として発行されたことから、これ以降発行された五十銭紙幣は硬貨と同じく法貨としての強制通用力は10円まで（20枚まで）とされた。
小額紙幣整理法により、1948年（昭和23年）8月31日限りで通用禁止。

## 小額政府紙幣（靖国神社）

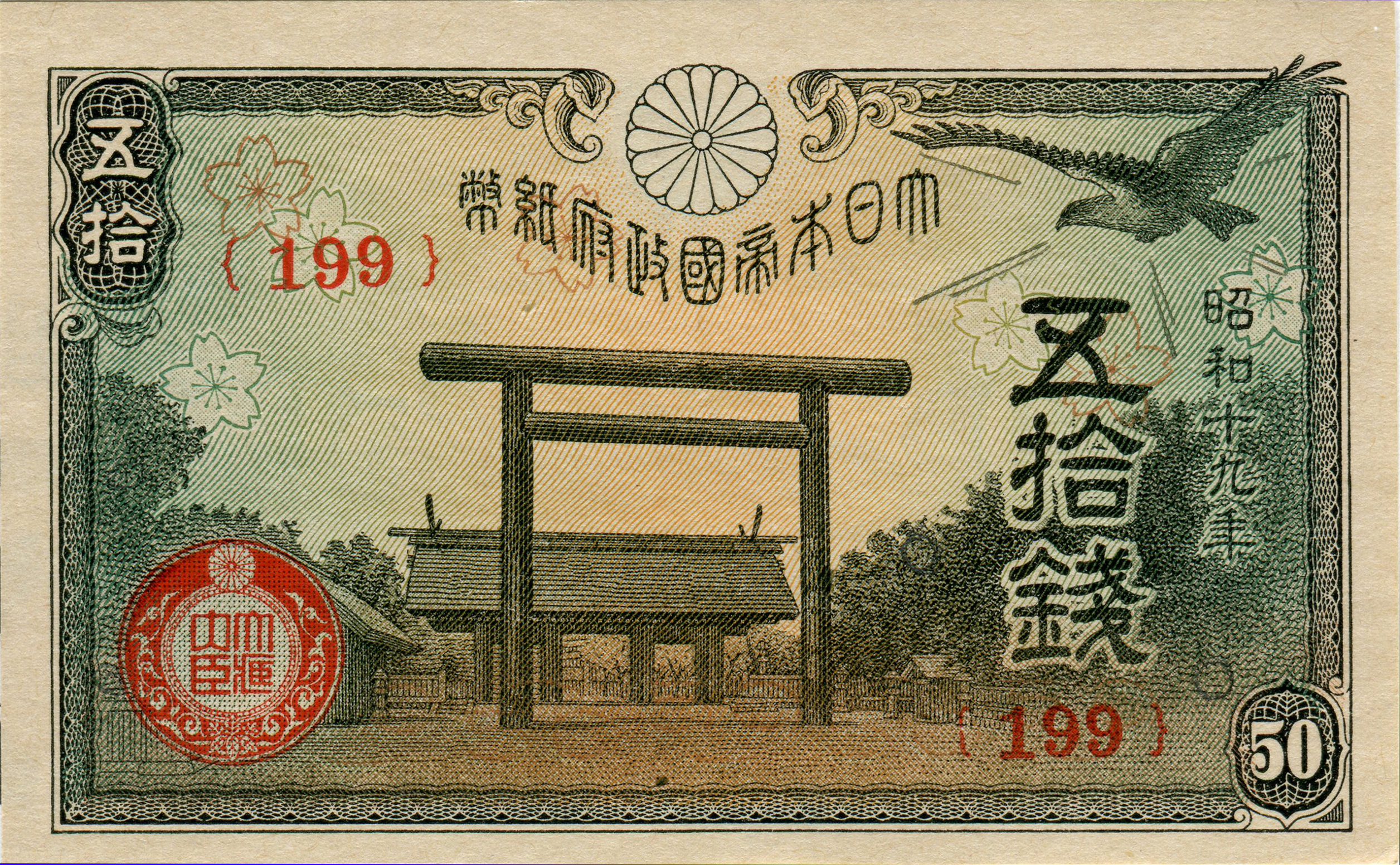
表面：「大日本帝國政府紙幣」（前期）

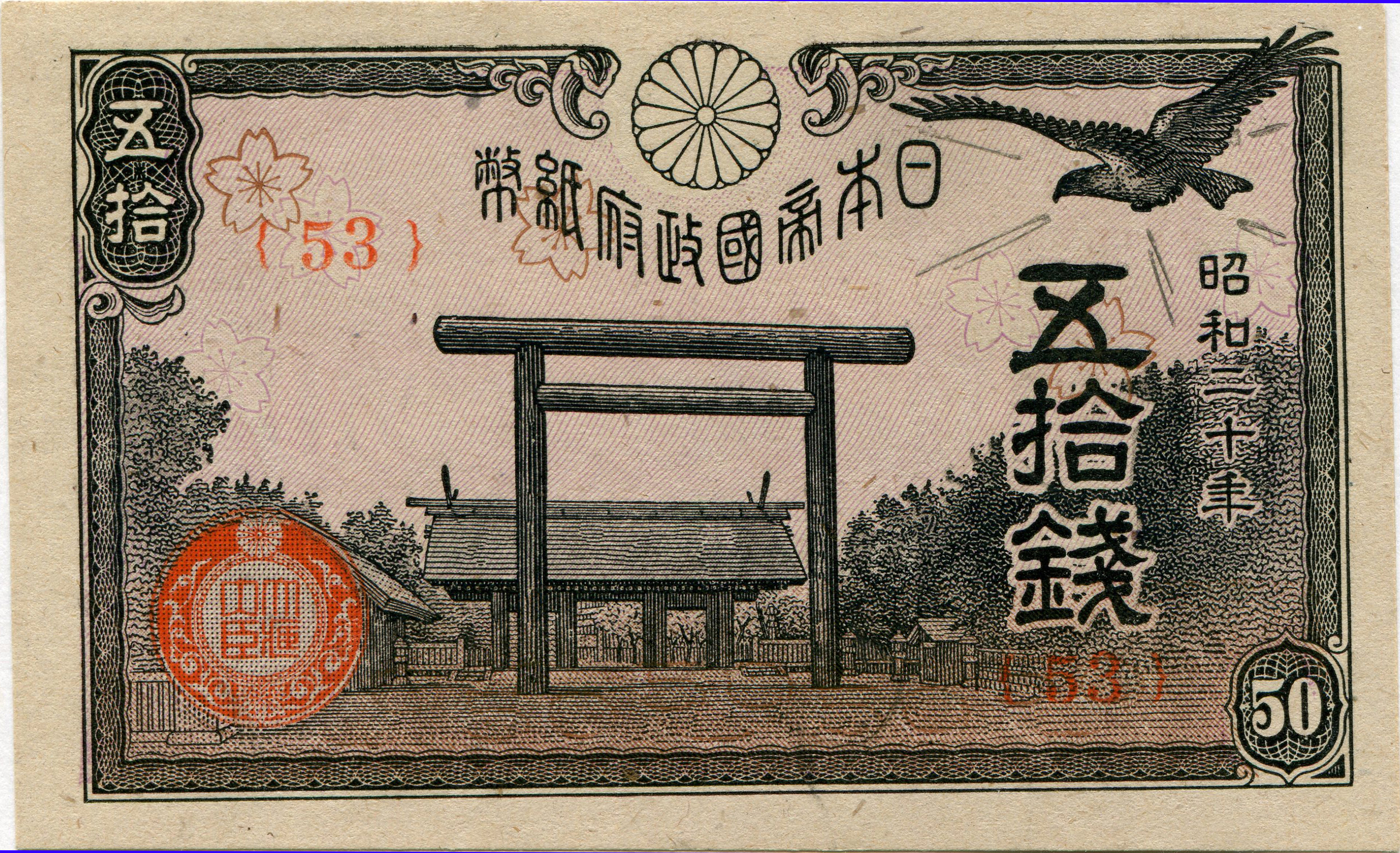
表面：「日本帝國政府紙幣」（後期）

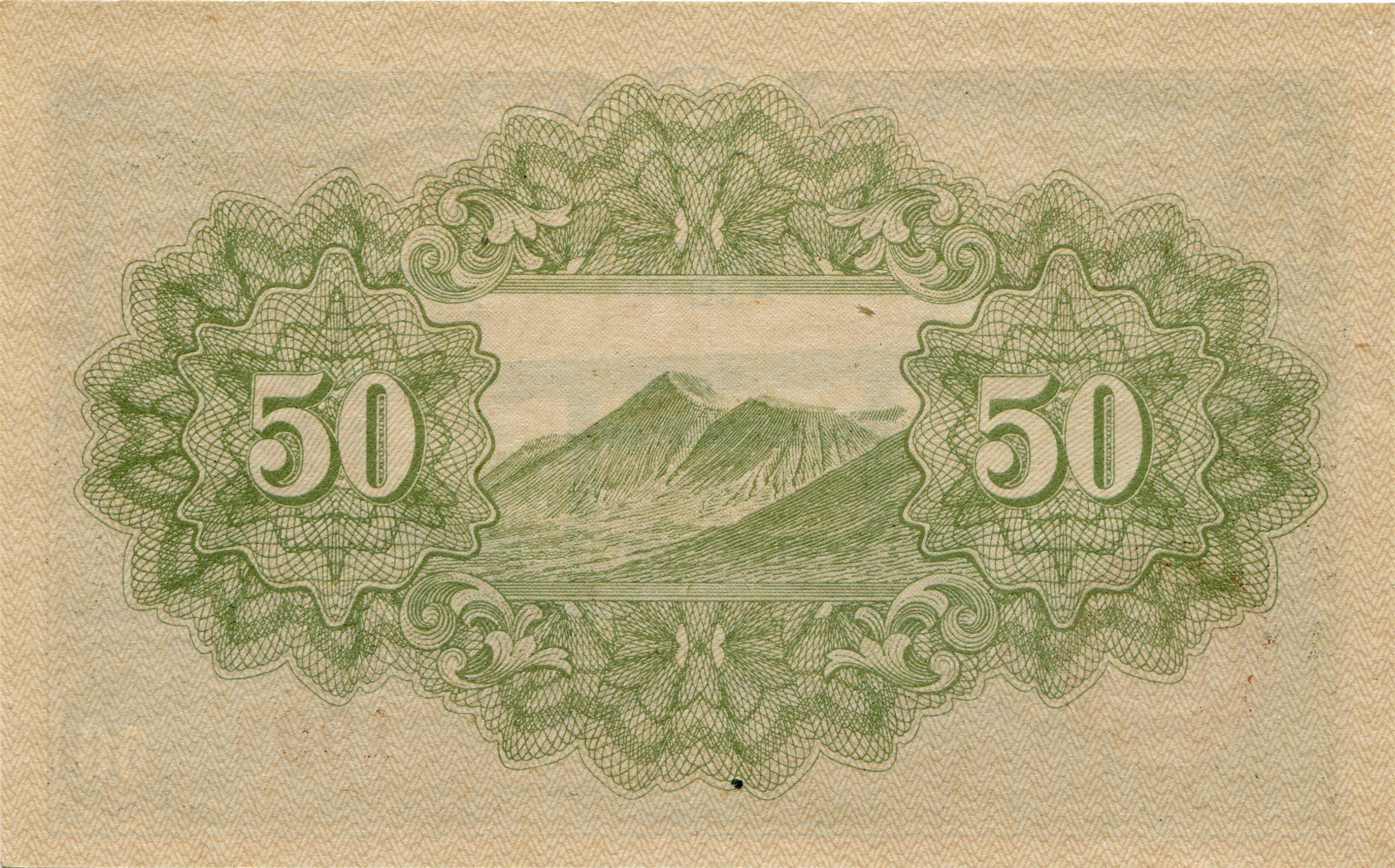
裏面（前期・後期共通）

前期発行分は1942年（昭和17年）10月23日の勅令第688号「昭和十三年勅令第三百八十八號ニ定ムルモノノ外小額紙幣ノ形式ヲ定ムルノ件」、後期発行分は1946年（昭和21年）3月5日の勅令第121号「昭和十三年勅令第三百八十八號及昭和十七年勅令第六百八十八號ニ定ムルモノノ外小額紙幣ノ形式ヲ定ムルノ件」で紙幣の様式が定められている。主な仕様は下記の通り。
- 大日本帝國政府紙幣［前期］／日本帝國政府紙幣［後期］
- 額面 五拾錢（50銭）
- 表面 靖国神社第二鳥居および神門、金鵄、桜花、発行年
- 裏面 高千穂峰
- 印章 〈表面〉大蔵大臣　〈裏面〉なし
- 銘板 記載なし
- 記番号仕様
  - 記番号色 赤色［通し番号なし（組番号のみ）］
  - 記番号構成 〈記号〉組番号：「｛」＋数字1 - 3桁＋「｝」　〈番号〉通し番号なし
- 記年号
  - 昭和17年 - 19年［前期］
  - 昭和20年［後期］
- 寸法 縦65mm、横105mm[15][16]
- 製造実績
  - 製造期間 [2]
    - 1942年（昭和17年） - 1943年（昭和18年）［前期］
    - 1945年（昭和20年） - 1947年（昭和22年）［後期］

  - 記号（組番号）範囲
    - 1 - 90［前期・昭和17年銘］
    - 91 - 849［前期・昭和18年銘］
    - 1 - 211［前期・昭和19年銘］
    - 1 - 177［後期・昭和20年銘］

  - 製造枚数 [3]
    - 1,060,000,000枚（5億3000万円分）［前期］
    - 891,600,000枚（4億4580万円分）［後期］
- 発行開始日
  - 1942年（昭和17年）12月8日［前期］[2][17]
  - 1946年（昭和21年）3月5日［後期］[2][18]
- 通用停止日 1948年（昭和23年）8月31日[6]
- 発行終了
- 失効券

真珠湾攻撃により太平洋戦争に突入し、当時の印刷局は急増する日本銀行券の需要に加え、外地・占領地向け紙幣、軍用手票、公債などの証券類などの増産に追われていた。そのため政府紙幣のデザイン検討から印刷まで一貫して民間企業の凸版印刷株式会社に委託することになった。これに合わせて図案は当時の時局を反映した靖国神社に、印刷方法は手間のかかる凹版印刷ではなく簡易な凸版印刷の多色刷りに変更された。
表面は東京都千代田区にある靖国神社の第二鳥居およびその奥にある神門の風景が、金鵄、桜花と共に印刷されている。当初は靖国神社の風景のみを描いたデザインが検討されていたが、大蔵省（現・財務省）など政府当局の要望で金鵄と桜花の図柄が追加された経緯がある。元号による記年号が印刷されており製造年がわかるようになっているが、富士桜の五十銭紙幣とは違い皇紀による表記は採用されていない。また銘板も記載されていない。裏面は霧島火山群に所在する宮崎県の高千穂峰の風景である。
前期の昭和17 - 19年銘のものは、透かしが「50」の文字と波線の連続模様である。
後期の昭和20年銘のものは、GHQ（連合国軍最高司令官総司令部）の占領政策の下で製造された。後期発行分のものは通称「A五拾銭券」とも呼ばれる。資材不足により一部が凸版印刷から平版印刷に変更されているなど印刷の簡素化がなされ、一部は印刷局でも印刷が行われている。
連合国軍占領下の当時は改刷を行い新紙幣を発行する場合、図案についてGHQの承認が必要であった。例えばこの時期に日本銀行が申請した新紙幣図案が拒否されているものがある。GHQは郵便切手については靖国神社を描いたものを含む国家神道に関係する図案のものを直ちに使用禁止にした（追放切手）が、一方この靖国神社図案の五十銭券については引き続き製造と流通を容認したことから、図案は前期分と同様である。ただし題号の「大日本帝国政府」の文字は「日本帝国政府」に変更されたほか、地模様の刷色が2色のグラデーションから単色に簡素化されている。
後期分については透かしも桐の連続模様のちらし透かしに変更されている。
変遷の詳細を下表に示す。
| 発行開始日                | 製造期間                                | 題号               | 記年号          | 透かし                                | 刷色                                                                                         |
| ------------------------- | --------------------------------------- | ------------------ | --------------- | ------------------------------------- | -------------------------------------------------------------------------------------------- |
| 1942年（昭和17年）12月8日 | 1942年（昭和17年） - 1943年（昭和18年） | 大日本帝國政府紙幣 | 昭和17年 - 19年 | 波線・「50」 （白黒透かし・不定位置） | 表面5色（内訳は主模様1色、地模様3色、印章・記番号1色） 裏面2色（内訳は主模様1色、地模様1色） |
| 1946年（昭和21年）3月5日  | 1945年（昭和20年） - 1947年（昭和22年） | 日本帝國政府紙幣   | 昭和20年        | 桐 （白透かし・不定位置）             | 表面4色（内訳は主模様1色、地模様2色、印章・記番号1色） 裏面2色（内訳は主模様1色、地模様1色） |

1946年（昭和21年）5月からは五十銭黄銅貨が製造されるようになり、これを受けて五十銭紙幣は製造終了となる予定であったものの、戦後の混乱や電力不足などの影響を受けて硬貨の製造計画が計画通りに進捗せず小額通貨が不足したため、反対に小額紙幣を増刷しなければならない事態となり1947年（昭和22年）に入るまで製造が続けられた。
小額紙幣整理法により、1948年（昭和23年）8月31日限りで通用禁止。

## 小額政府紙幣（板垣五十銭）

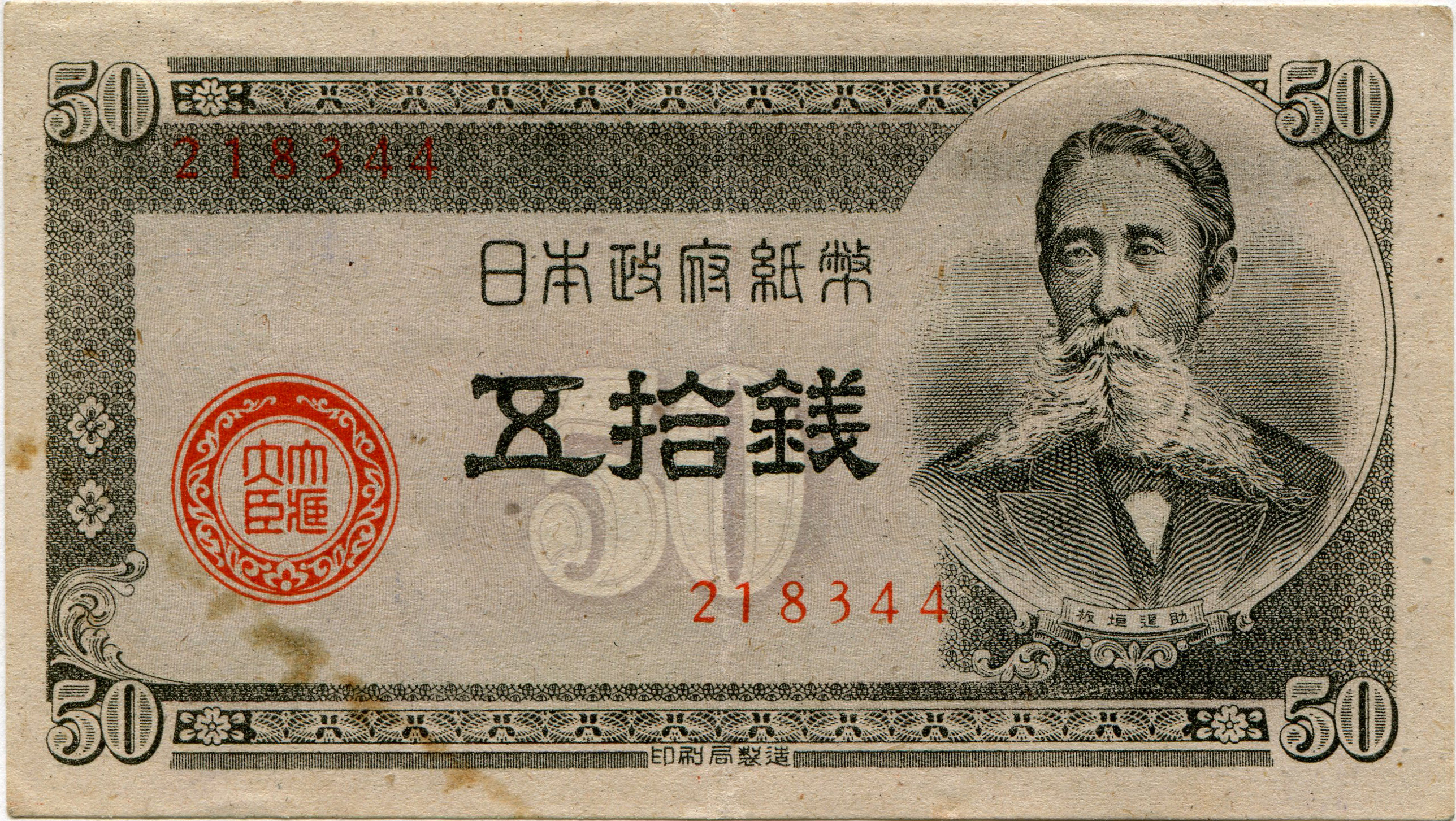
表面：「日本政府紙幣」

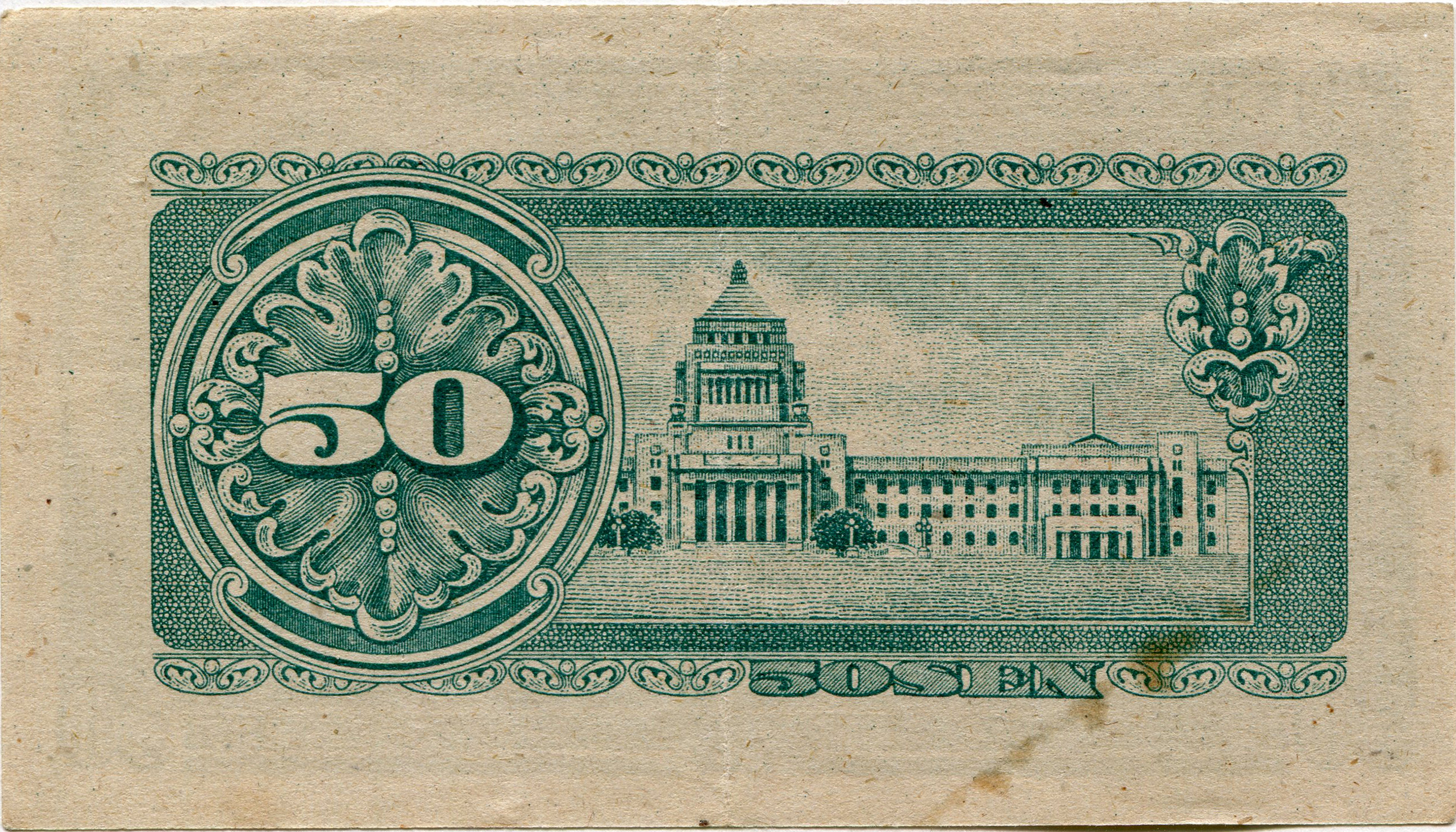
裏面

1948年（昭和23年）3月5日の政令第46号「小額紙幣の形式を定める件」で紙幣の様式が定められている。主な仕様は下記の通り。
- 日本政府紙幣
- 額面 五拾銭（50銭）
- 表面 板垣退助
- 裏面 国会議事堂
- 印章 〈表面〉大蔵大臣　〈裏面〉なし
- 銘板 印刷局製造
- 記番号仕様
  - 記番号色 赤色［通し番号なし（組番号のみ）］
  - 記番号構成 〈記号〉「2」＋組番号：数字1 - 3桁＋製造工場：数字2桁　〈番号〉通し番号なし
- 記年号 記載なし
- 寸法 縦60mm、横108mm[24]
- 製造実績
  - 製造期間 1947年（昭和22年）9月18日 - 1949年（昭和24年）[2]
  - 記号（組番号）範囲 1 - 267[注 6]（1記号当たり5,000,000枚製造）[25][注 7]
  - 製造枚数 1,400,000,000枚[3]（7億円分）
- 発行開始日 1948年（昭和23年）3月10日[2][注 8]
- 通用停止日 1953年（昭和28年）12月31日[10]
- 発行終了
- 失効券

戦時中に軍が使用していた薬莢、弾帯、黄銅棒、信管など黄銅の材料が多量に存在することが判明し、造幣局は払い下げを受けて1946年（昭和21年）5月から五十銭黄銅貨の製造を始めた。これにより五十銭紙幣は製造・発行が中止され五十銭硬貨に戻る予定であった。しかしインフレーションの進行に伴い金属価格が上昇し、翌年7月には材料節約のために小型化した五十銭黄銅貨に改正された。さらにインフレーションが進行したため、このままでは材料価格が額面価格に近接し五十銭硬貨の製造そのものが不可能になる可能性があるとして、大蔵省（現・財務省）は再度の五十銭紙幣の発行を決定した。
なおこの紙幣の発行検討時に、五十銭紙幣を他券種と同じく日本銀行券として発行することも選択肢の1つとして検討されたものの、手続きが煩雑なことから従来通り五十銭紙幣に限り小額政府紙幣として発行された。
連合国軍占領下の当時は改刷を行い新紙幣を発行する場合、図案についてGHQの承認が必要であった。加えて1946年（昭和21年）にはGHQにより軍国主義的と見做されたデザインの紙幣と郵便切手の新規発行が原則禁止されたことを受け、再度の五十銭紙幣発行に合わせてそのデザインの改訂を行ったものである。
デザインに板垣退助の肖像や国会議事堂を使うなど戦時中の小額政府紙幣と印象が異なっている。表面右側には板垣退助の壮年期の写真を基にした肖像が採用され、裏面には真正面から見た国会議事堂を描いている。題号が従来の「日本帝国政府紙幣」から「日本政府紙幣」に変更され、中央上部と「大蔵大臣」の印章上部にあしらわれていた菊花紋章が削除されている。また、「大蔵大臣」の印章下部の桐紋も削除されており、印章の輪郭部の唐草模様が変更されている。他の小額政府紙幣とは異なり製造年は表示されていない。なお、日本銀行券を含めて、新字体・左横書きで表記された初の紙幣である。通称「B五拾銭券」とも呼ばれる。
紙幣の印刷は一部を除き民間印刷会社へ委託されていたが、印刷された工場に関わらず銘板は「印刷局製造」である。
記番号については通し番号はなく記号のみの表記となっており、記号は4桁以上の数字で構成され先頭の桁は政府紙幣を表す「2」となっている。先頭1桁と末尾2桁を除いた部分が組番号となり1記号につき500万枚製造されていた。記号の下2桁が製造工場を表しており、下表の通り9箇所の印刷所別に分類できる。このうち東京証券印刷小田原工場製（26）のものは製造枚数・現存枚数が少なく現在の古銭市場での価値が高くなっている。
| 製造工場               | 記号下2桁 |
| ---------------------- | --------- |
| 大蔵省印刷局滝野川工場 | 12        |
| 凸版印刷板橋工場       | 13        |
| 凸版印刷富士工場       | 23        |
| 凸版印刷大阪工場       | 33        |
| 大日本印刷榎町工場     | 44        |
| 共同印刷小石川工場     | 15        |
| 東京証券印刷王子工場   | 16        |
| 東京証券印刷小田原工場 | 26        |
| 帝国印刷芝工場         | 17        |

同時期に発行された十円券以下の日本銀行券A号券と同様に透かしは入っておらず、用紙も木材パルプを使用した粗雑なものであった。
使用色数は、表面3色（内訳は主模様1色、地模様1色、印章・記番号1色）、裏面1色となっている。印刷方式は両面とも平版印刷の簡易な紙幣である。
その後、「銭」単位の現金通貨はインフレーションの進行によって事実上意味を成さないものとなり、1953年（昭和28年）7月に小額通貨の整理及び支払金の端数計算に関する法律が制定された。この法律により、1953年（昭和28年）末限りで銭及び厘単位の硬貨と紙幣（日本銀行券及び政府紙幣）が全て廃止（通用停止）され、結果として全ての政府紙幣が廃止された。

## 透かし

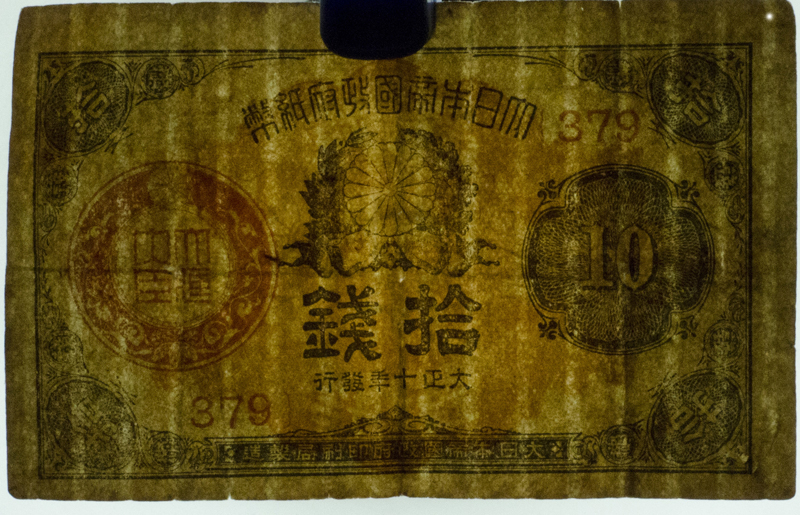
大正小額政府紙幣十銭券: 縦線条
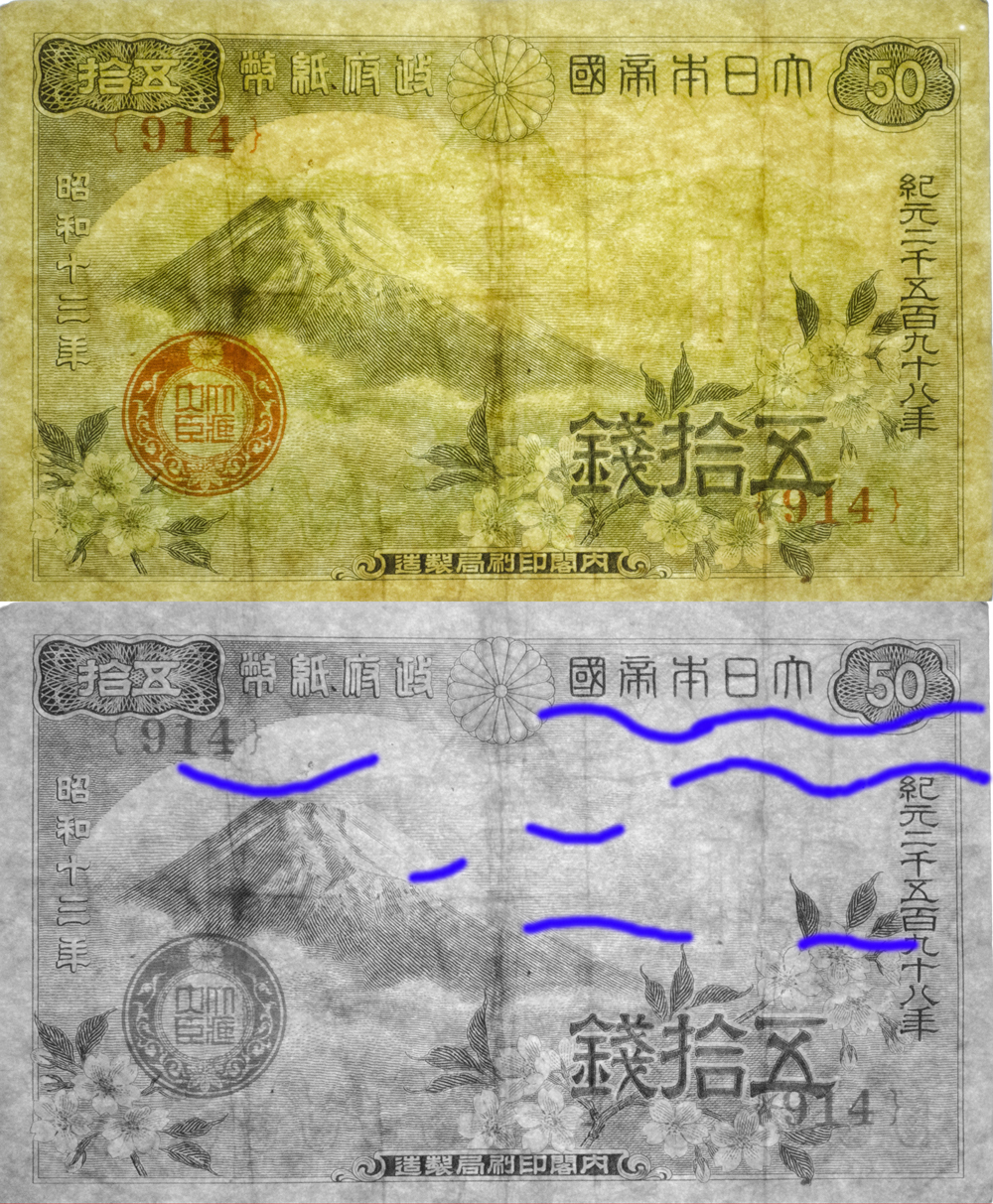
小額政府紙幣 (富士桜) : 波線(不鮮明につき詳細確認できず)
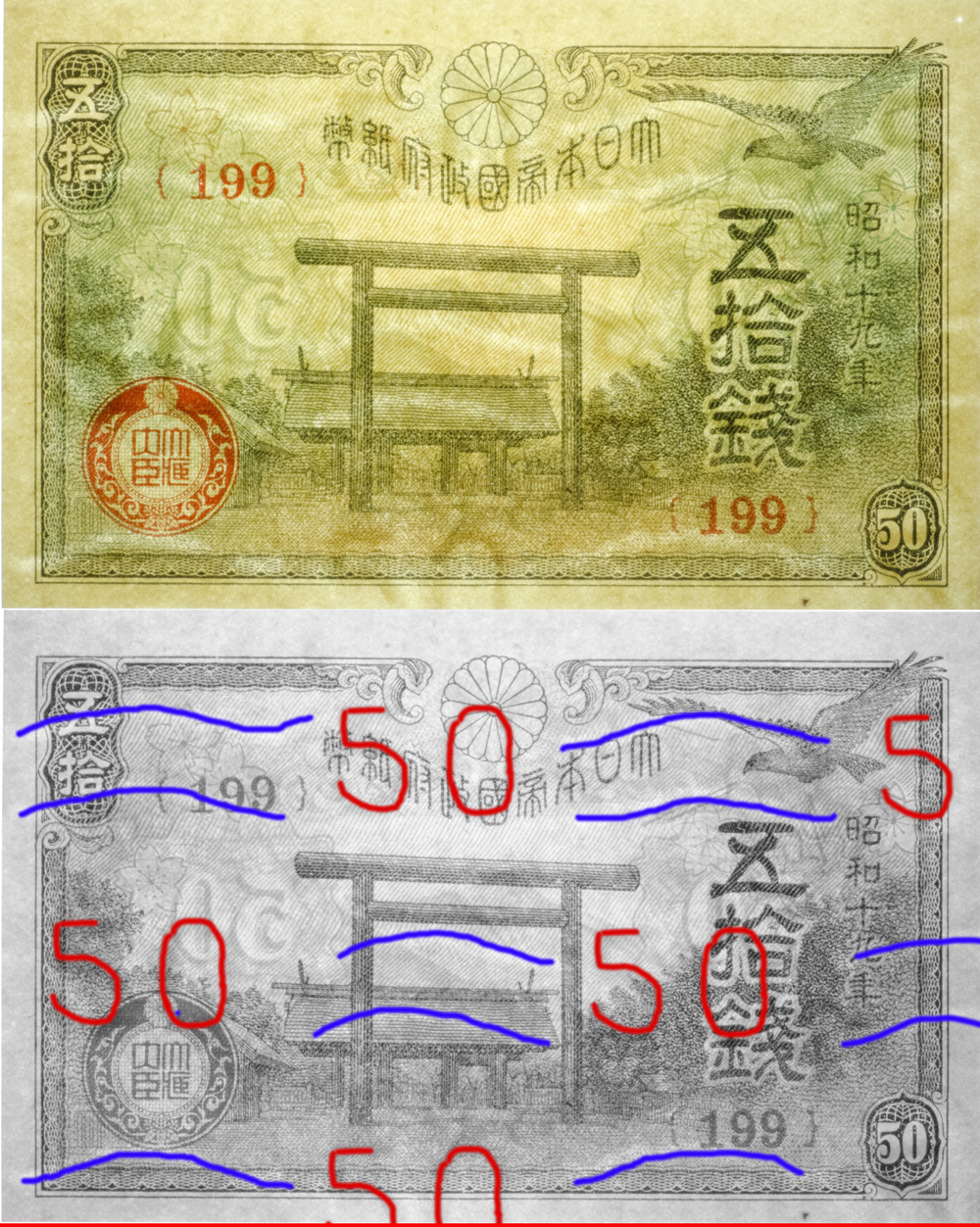
小額政府紙幣 (靖国神社 前期) : 波線と「50」
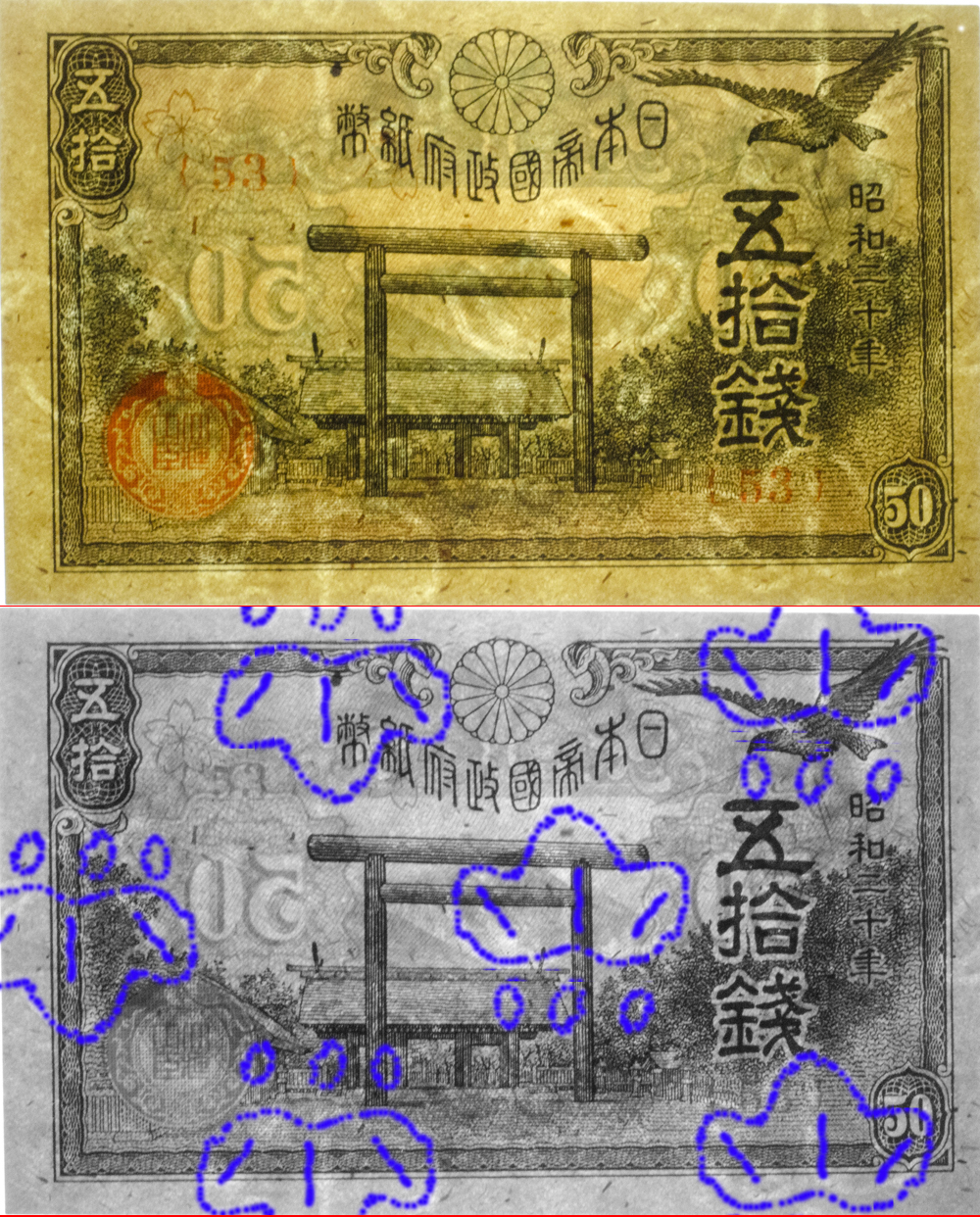
小額政府紙幣 (靖国神社 後期) : 桐

## 日本銀行券の小額紙幣
太平洋戦争の戦況の悪化に伴い金属材料が不足しており、ついには硬貨用材料が枯渇したため、大戦末期の1944年（昭和19年）11月には十銭硬貨と五銭硬貨の代用として、小額の十銭紙幣と五銭紙幣が終戦直後にかけて発行された。当初は既に硬貨の代用として発行されていた五十銭紙幣と同様に小額政府紙幣として二十銭紙幣と十銭紙幣を発行することで硬貨を代替することも検討されていたが、政府紙幣の新規額面の発行には国会での法改正が必要であり、急を要することから大蔵大臣の告示のみで対応可能な日本銀行券として発行された。この頃には紙幣用のインク、用紙、印刷機といった資機材すらも欠乏した状態に陥っており、発行された紙幣も相当に低質なものとなっている。

## 小額通貨の紙幣化率
第二次世界大戦時の小額政府紙幣の五十銭紙幣については、ピーク時（1943年（昭和18年）頃から1947年（昭和22年）頃まで）には額面金額50銭の通貨の発行高のうち90%以上が紙幣化されており、流通上も特段の問題なく使用されていた。
一方で、公衆電話・自動販売機（自動券売機）などで十銭硬貨・五銭硬貨の需要があった上、特に流通が激しく損傷しやすい状況にある十銭紙幣・五銭紙幣の紙幣化率はピーク時（1949年（昭和24年））でも発行高のうち35%に満たない程度となっており、実態としては製造中止された十銭硬貨・五銭硬貨も並行して根強く流通している状態だった。

## 変遷
第一次世界大戦中から終戦直後にかけては五十銭券・二十銭券・十銭券が、第二次世界大戦中から終戦直後にかけては五十銭券のみがそれぞれ小額政府紙幣として発行された。発行時期が離れており、なおかつ発行額面も異なることから別々に記述する。

### 第一次世界大戦時
戦争特需に伴う硬貨用材料の価格高騰により、1917年（大正6年）9月まで製造されていた五十銭硬貨（五十銭銀貨）、1911年（明治44年）8月まで製造されていた二十銭硬貨（二十銭銀貨）、および1917年（大正6年）11月まで製造されていた十銭硬貨（十銭銀貨）の代替として発行された。
- 1917年（大正6年）10月30日：大正小額政府紙幣 五十銭券・二十銭券・十銭券の様式を制定[1]。
- 1917年（大正6年）11月8日：大正小額政府紙幣 五十銭券・二十銭券発行開始、大正小額政府紙幣 十銭券告示上の発行開始[4]。図柄は菊花紋章で改造紙幣の流用。
- 1917年（大正6年）12月6日：大正小額政府紙幣 十銭券実質的な発行開始。図柄は菊花紋章で改造紙幣の流用[5]。
- 1919年（大正8年）：大正小額政府紙幣 二十銭券製造終了。
- 1922年（大正11年）：大正小額政府紙幣 五十銭券・十銭券製造終了。

後継は1922年（大正11年）5月に発行開始された五十銭硬貨（五十銭銀貨）および1920年（大正9年）9月に発行開始された十銭硬貨（十銭白銅貨）である。
なお、二十銭硬貨については二十銭紙幣の製造中止以降新規製造が行われず、これ以降、額面金額20銭の法定通貨（紙幣・硬貨）は製造発行されていない。

### 第二次世界大戦時
戦況の悪化に伴う硬貨用材料の枯渇により、1938年（昭和13年）2月まで製造されていた五十銭硬貨（五十銭銀貨）の代替として発行された。
- 1938年（昭和13年）6月1日：五十銭券（富士桜）の様式を制定[11]。
- 1938年（昭和13年）7月5日：五十銭券（富士桜）発行開始[12][注 4]。図柄は富士山と桜。
- 1942年（昭和17年）：五十銭券（富士桜）製造終了。
- 1942年（昭和17年）10月23日：五十銭券（靖国神社）の様式を制定[15]。
- 1942年（昭和17年）12月8日：五十銭券（靖国神社）発行開始[2][17]。図柄は靖国神社第二鳥居・神門と高千穂峰。題号は「大日本帝國政府紙幣」。
- 1946年（昭和21年）3月5日：題号の表記と地模様を変更した五十銭券（靖国神社）の様式を制定[16]、同日発行開始[2][18]。題号を「日本帝國政府紙幣」に変更。
- 1947年（昭和22年）：五十銭券（靖国神社）製造終了。
- 1948年（昭和23年）3月5日：五十銭券（板垣五十銭）の様式を制定[24]。
- 1948年（昭和23年）3月10日：五十銭券（板垣五十銭）発行開始[2][注 8]。図柄は板垣退助と国会議事堂。
- 1948年（昭和23年）8月31日：小額紙幣整理法により大正小額政府紙幣 五十銭券・二十銭券・十銭券、五十銭券（富士桜）、および五十銭券（靖国神社）失効[6]。以降1年間これらの紙幣は金融機関による交換のみ認められる。
- 1949年（昭和24年）8月31日：小額紙幣整理法により失効した前述の5券種の交換停止。
- 1949年（昭和24年）：五十銭券（板垣五十銭）製造終了。
- 1953年（昭和28年）12月31日：小額通貨整理法により銭単位の法定通貨廃止。五十銭券（板垣五十銭）失効[10]。

終戦直後の1946年（昭和21年）5月14日からは新たな五十銭硬貨（五十銭黄銅貨）が一旦製造されたが1948年（昭和23年）10月7日には製造終了し、その後は再び五十銭紙幣のみの製造発行となっていた。最終的にはインフレーションの進行により銭単位の現金通貨が意味を成さないものとなり、硬貨が復活することなく銭単位の法定通貨（紙幣・硬貨）自体が廃止となった。
なお、1944年（昭和19年）11月1日には十銭硬貨・五銭硬貨の代替として十銭紙幣・五銭紙幣が発行されているが、これらは前述の通り小額政府紙幣ではなく日本銀行券として発行された。これらも五十銭紙幣と同じく1953年（昭和28年）末をもって廃止されている。